# 氣旋帕萬
氣旋風暴帕萬（英語：Cyclonic Storm Pawan，聯合颱風警報中心編號：06A，印度氣象局編號：ARB 05）是2019年北印度洋氣旋季第8個熱帶氣旋和第7個獲命名的風暴。

## 發展過程
12月3日上午8時，聯合颱風警報中心把位於西南阿拉伯海低緯的熱帶擾動90A升格為熱帶風暴，給予熱帶氣旋編號06A，不久後，印度氣象局將其升格為強低氣壓，並給予編號ARB 05。

## 外部連結
- 印度氣象局 （页面存档备份，存于）
- 聯合颱風警報中心 （页面存档备份，存于）